# Hans-Jürgen Beich
Hans-Jürgen Beich (* 1952; † 11. November 2005 in Greifswald) war ein deutscher Politiker (CDU) und Landrat des Landkreises Demmin.

## Leben
Hans-Jürgen Beich, Sohn eines Dachdeckermeisters aus Jarmen, war von Beruf Bauingenieur. Er war Mitglied der Christlich-Demokratischen Union Deutschlands (DDR) und gehörte schon vor der Wende und friedlichen Revolution in der DDR dem Kreisvorstand seiner Partei im Kreis Demmin an. Im November 1993 wurde er zum Vorsitzenden des CDU-Kreisverbandes Demmin gewählt.
1994 wurde Beich zum Landrat des Landkreises Demmin gewählt. Ab August 1999 wurde durch die Staatsanwaltschaft und den Landesrechnungshof von Mecklenburg-Vorpommern gegen ihn wegen des Verdachts der Untreue, Vorteilsnahme im Amt und Unkorrektheiten bei der Vergabe öffentlicher Aufträge ermittelt. Die Ermittlung führten zu Beichs Suspendierung vom Dienst. Zum 1. August 2000 ging er aus gesundheitlichen Gründen in den Vorruhestand. Wegen seiner schweren Erkrankung musste der gegen ihn geführte Prozess mehrfach unterbrochen bzw. neu angesetzt werden. Die Aufklärung der gegen ihn erhobenen Vorwürfe wurde durch Beichs Tod wenige Tage nach dem vierten Neubeginn der Hauptverhandlung verhindert.